# Verona Touch Rugby
L'ASD Verona Touch Rugby, comunemente nota come Verona Touch, è una società di Touch Rugby di Verona. Fondata nel 2010, milita attualmente nel Campionato Italiano di Touch Rugby.

## Storia
I primi movimenti di touch nella città di Verona avvengono nel 2010 quando Valentina Barbarino, Diego Maggi, Francesco Maggi e Giordano Mascalzoni iniziano ad allenarsi al Percorso della Salute di S. Zeno (in Via Lega Veronese). È la location adatta dove muovere i primi passi e reclutare nuovi atleti.
La città di Verona si dimostra un bacino molto florido e i numeri crescono rapidamente, tanto che pochi mesi dopo (ottobre 2010) Verona Touch prende ufficialmente vita con la registrazione ufficiale della società presso l'Agenzia delle Entrate, al Coni e a Italia Touch.
Nella stessa estate 4 atleti veronesi allora tesserati per la società Dragoni Milano (Brigida Allieri, Valentina Barbarino, Francesco Maggi, Giordano Mascalzoni), partecipano ai Campionati Europei 2010 a Bristol (Inghilterra) nella categoria Open Mixed, guidata nell'occasione da Diego Maggi (già allenatore del Verona), dimostrandosi al top nel panorama italiano.

## 2011: la Prima Stagione
La prima stagione ufficiale avviene nel 2011 e vede subito Verona Touch protagonista a livello nazionale, ottenendo a sorpresa il 3º posto nel Campionato Italiano, la Finale della Coppa Italia e il 6º posto ai Campionati Europei per Club.
Anche grazie a queste prestazioni di squadra, tre atleti del Verona Touch (Valentina Barbarino, Lamonica Alessandro e Mascalzoni Giordano) ricevono la convocazione per giocare la Coppa del Mondo 2011 a Edimburgo (Scozia).
Pochi mesi dopo Verona Touch si riassesta cambiando Direttivo e guida tecnica; al termine della stagione (ottobre 2011), a prova dell'ottimo lavoro svolto, arriva il primo successo ufficiale con la vittoria della Novello Cup 2011.

## 2012: l'anno della consacrazione
La vittoria della Novello Cup 2011 è l'inizio di un ciclo che vede Verona Touch dominare nel panorama nazionale: ad inizio 2012 arriva la vittoria della Carnival Cup (il campionato invernale) e a settembre, al termine di un'esaltante stagione, Verona Touch si laurea Campione d'Italia e conquista il primo Scudetto della sua storia.
A settembre, otto atleti del Verona Touch partecipano ai Campionati Europei 2012 disputati a Treviso dove la Nazionale Italiana Senior Mixed, guidata dal tecnico veronese e con la partecipazione di sei atleti gialloblù, ottiene il bronzo superando l'Irlanda ai supplementari in quella che è stata una delle partite più emozionanti dell'intero europeo.

## 2013: prime esperienze all'estero
Il 2013 è stato l'anno del debutto internazionale con la partecipazione a tornei di prestigio come Nizza (Francia), Berlino (Germania) e Grenoble (Francia), pur mantenendo ancora alto il livello di gioco nazionale con la vittoria dei tornei di Torino e Milano.
Verona Touch, pur partendo all'estero delle top 4, alle Finali del Campionato Italiano Touch 2013 ottiene un buon terzo posto, fermati in semifinale dagli Orange Belluno che poi vinceranno lo Scudetto.

## 2014: Verona centro internazionale
Nel 2014 , non potendo effettuare le trasferte internazionali, Verona Touch s'è reso protagonista dell'organizzazione di un fantastico torneo (Novello Cup 2014) che ha richiamato sul territorio scaligero numerose franchige estere. Alle 7 squadre straniere si sono aggiunte 11 formazioni italiane che hanno fatto diventare la Novello Cup 2014 il più grosso torneo per club organizzato in Italia. La vittoria finale è andata ai London Ocelots.
Nel panorama nazionale, Verona Touch rientra nelle top 4 del ranking e alle Finali del Campionato Italiano Touch 2014 di Fontanafredda ottiene un buon terzo posto, fermati in semifinale dai Bandiga Rovigo (e dai numerosi infortuni). Sempre nel 2014 tre atleti gialloblù partecipano ai Campionati Europei 2014 disputati a Swansea (Galles). Giordano Mascalzoni e Alessandro Lamonica nella categoria Open Mixed, Marcello Bino nella categoria Over 40. Ottima la prestazione della Open Mixed (allenata da Giordano Mascalzoni) che ottiene uno storico 7º posto, grazie al primo posto ottenuto nel seeding pool.
Dopo tre anni alla guida tecnica del Verona Touch, nel finale di stagione l'allenatore Giordano Mascalzoni rassegna le dimissioni per motivi familiari; il Direttivo del Verona Touch individua in Clarke Puru (Nuova Zelanda) la nuova guida.

## Società
- Claudia Giordano - Presidente
- Mauro Farina - Vice presidente
- Alessandro Bregoli - Segretario
- Gianluigi Faiella - Tesoriere

- Viessmann - Main Sponsor
- Esbe - Sponsor
- Joker - Sponsor Tecnico

## Allenatori e Presidenti
- 2010-2011  Diego Maggi
- 2011-2014  Giordano Mascalzoni
- 2014-2014  Clarke Puru
- 2014-2015  Giordano Mascalzoni
- 2016-xxxx  Alessandro Lamonica

- 2010-2012  Mirko Avesani
- 2012-xxxx  Claudia Giordano

## Organico

### Rosa
Rosa, numerazione e ruoli sono aggiornati al ottobre 2014.
| N. |                          | Ruolo | Calciatore                 |
| -- | ------------------------ | ----- | -------------------------- |
|    | Italia (bandiera)        | Link  | Brigida Allieri            |
|    | Italia (bandiera)        | Link  | Valeria Scalia             |
|    | Nuova Zelanda (bandiera) | Link  | Moi Williams               |
|    | Italia (bandiera)        | Ala   | Maria Letizia Guastafierro |
|    | Italia (bandiera)        | Ala   | Concetta Gangemi           |
|    | Italia (bandiera)        | Ala   | Giulia Marcazzan           |
|    | Italia (bandiera)        | Ala   | Alessandra Zuccolo         |
|    | Italia (bandiera)        | Ala   | Matilde Bongianni          |
|    | Italia (bandiera)        | Ala   | Ginevra Tanto              |
|    | Italia (bandiera)        | Ala   | Claudia Giordano           |
|    | Italia (bandiera)        | Ala   | Laura Buscemi              |

| N. |                          | Ruolo  | Calciatore          |
| -- | ------------------------ | ------ | ------------------- |
|    | Italia (bandiera)        | Centro | Giordano Mascalzoni |
|    | Italia (bandiera)        | Centro | Gianluigi Faiella   |
|    | Italia (bandiera)        | Centro | Alessandro Lamonica |
|    | Italia (bandiera)        | Centro | Marcello Bino       |
|    | Italia (bandiera)        | Link   | Damiano Castoldi    |
|    | Italia (bandiera)        | Link   | Mauro Farina        |
|    | Italia (bandiera)        | Link   | Mario Avesani       |
|    | Italia (bandiera)        | Link   | Antonio Turtoro     |
|    | Italia (bandiera)        | Link   | Ivan Ferrari        |
|    | Italia (bandiera)        | Link   | Tiziano Riviera     |
|    | Nuova Zelanda (bandiera) | Link   | Clarke Puru         |
|    | Italia (bandiera)        | Ala    | Armando Feola       |
|    | Italia (bandiera)        | Ala    | Alberto Cozzi       |
|    | Italia (bandiera)        | Ala    | Alessandro Bregoli  |
|    | Italia (bandiera)        | Ala    | Giovanni Ferrari    |